# شیکاگو هاوس
شیکاگو هاوس قدیمی‌ترین ژانر موسیقی هاوس است. به نظرمی‌رسد عنوان موسیقی هاوس از نام باشگاه شبانه‌ای واقع در شیکاگو به اسم وِیْرهاوس کلاب الهام گرفته شده‌باشد. در حالی‌که دلیل نام‌گذاری سبک «هاوس» دقیقاً مشخص نیست به باور عموم، این واژه از نام باشگاه مورد اشاره آمده‌است.